# Eching (Landshut)
Eching è un comune tedesco di 3 579 abitanti, situato nel land della Baviera.